# Lista de freguesias do Alentejo Litoral
Esta é uma lista de freguesias da sub-região do Alentejo Litoral, ordenadas alfabeticamente dentro de cada município e por população dos anos de 2011 e 2021, através dos censos.
A sub-região do Alentejo Litoral pertence ao Alentejo, que registou, através dos censos de 2021, uma população de 96.490 habitantes, dividido entre 5 municípios e em 31 freguesias.

## Freguesias por município
O Alentejo Litoral é uma sub-região dividido entre 5 municípios, sendo o município de Odemira com o maior número de freguesias da sub-região, tendo 13 freguesias, e o munícipio de Sines com o menor número de freguesias da sub-região, tendo 2 freguesias.
| Município         | Número de Freguesias |
| ----------------- | -------------------- |
| Alcácer do Sal    | 4                    |
| Grândola          | 4                    |
| Odemira           | 13                   |
| Santiago do Cacém | 8                    |
| Sines             | 2                    |
| Alentejo Litoral  | 31                   |

## Lista de freguesias
Esta é uma lista de todas as 31 freguesias da sub-região do Alentejo Litoral.
| Freguesia                                                         | Município         | População | População |
| Freguesia                                                         | Município         | 2011      | 2021      |
| ----------------------------------------------------------------- | ----------------- | --------- | --------- |
| Alcácer do Sal (Santa Maria do Castelo e Santiago) e Santa Susana | Alcácer do Sal    | 9033      | 7733      |
| Comporta                                                          | Alcácer do Sal    | 1268      | 1094      |
| São Martinho                                                      | Alcácer do Sal    | 450       | 349       |
| Torrão                                                            | Alcácer do Sal    | 2295      | 1937      |
| Azinheira dos Barros e São Mamede do Sádão                        | Grândola          | 704       | 543       |
| Carvalhal                                                         | Grândola          | 1630      | 1518      |
| Grândola e Santa Margarida da Serra                               | Grândola          | 10834     | 10303     |
| Melides                                                           | Grândola          | 1658      | 1459      |
| Boavista dos Pinheiros                                            | Odemira           | 1633      | 1974      |
| Colos                                                             | Odemira           | 1061      | 821       |
| Longueira / Almograve                                             | Odemira           | 1356      | 2338      |
| Luzianes-Gare                                                     | Odemira           | 429       | 372       |
| Relíquias                                                         | Odemira           | 931       | 996       |
| Saboia                                                            | Odemira           | 1152      | 921       |
| Santa Clara-a-Velha                                               | Odemira           | 873       | 632       |
| São Luís                                                          | Odemira           | 1989      | 1882      |
| São Martinho das Amoreiras                                        | Odemira           | 1006      | 1043      |
| São Salvador e Santa Maria                                        | Odemira           | 3119      | 3375      |
| São Teotónio                                                      | Odemira           | 6439      | 8694      |
| Vale de Santiago                                                  | Odemira           | 1047      | 822       |
| Vila Nova de Milfontes                                            | Odemira           | 5031      | 5653      |
| Abela                                                             | Santiago do Cacém | 890       | 836       |
| Alvalade                                                          | Santiago do Cacém | 2098      | 1803      |
| Cercal                                                            | Santiago do Cacém | 3362      | 2954      |
| Ermidas-Sado                                                      | Santiago do Cacém | 2020      | 2071      |
| Santiago do Cacém, Santa Cruz e São Bartolomeu da Serra           | Santiago do Cacém | 8454      | 7892      |
| Santo André                                                       | Santiago do Cacém | 10647     | 10310     |
| São Domingos e Vale de Água                                       | Santiago do Cacém | 1469      | 1170      |
| São Francisco da Serra                                            | Santiago do Cacém | 809       | 737       |
| Porto Covo                                                        | Sines             | 1038      | 1092      |
| Sines                                                             | Sines             | 13200     | 13122     |

1. ↑  INE (2021). «População do Alentejo Litoral»
2. ↑  Diário da República, Reorganização administrativa do território das freguesias, Lei n.º 11-A/2013, de 28 de janeiro, Anexo I. Acedido a 19 de julho de 2013.
3. ↑  Diário da República, Reorganização administrativa do território das freguesias, Lei n.º 11-A/2013, de 28 de janeiro, Anexo I. Acedido a 19 de julho de 2013.
4. ↑  Diário da República, Reorganização administrativa do território das freguesias, Lei n.º 11-A/2013, de 28 de janeiro, Anexo I. Acedido a 19 de julho de 2013.